# Bund Deutscher Rechtspfleger
Der Bund Deutscher Rechtspfleger e. V. (BDR) ist ein Berufsverband für Rechtspfleger.

## Organisation
Der BDR ist Mitglied im Deutschen Beamtenbund und in der Europäischen Union der Rechtspfleger.
Er ist föderalistisch an der politischen Organisation der Bundesrepublik Deutschland orientiert und organisiert. Einzelmitglieder werden auf Landesebene organisiert. Auf Bundesebene bestehen neben dem höchsten Gremium, dem Rechtspflegertag, der alle 4 Jahre (zuletzt im September 2022) zusammenkommt, zwei ständige Gremien, nämlich das Präsidium und die Bundesleitung.
Sitz ist Düsseldorf. Die Bundesgeschäftsstelle befindet sich in Würzburg.
Die Bundesleitung besteht aus Mario Blödtner (Vorsitzender), Karolin Korschikowski (stellvertretende Vorsitzende und Bundesschatzmeisterin), Björn Benkhoff
(stellvertretender Vorsitzender und Bundesgeschäftsführer), Kristina Fuhs (stellvertretende Vorsitzende), Achim Müller (stellvertretender Vorsitzender) und Elke Strauß (stellvertretende Vorsitzende und Schriftleiterin).